# Ehemaliges Frauenzuchthaus Würzburg

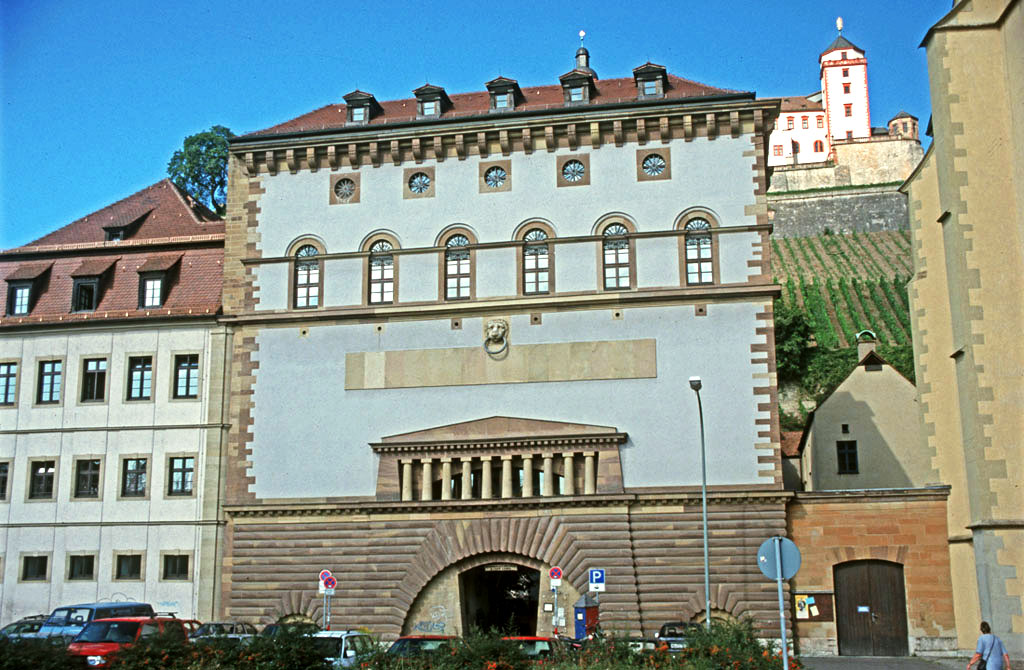
Frauenzuchthaus von Peter Speeth

Das Ehemalige Frauenzuchthaus in Würzburg ist ein Werk des frühen Klassizismus von Peter Speeth. Es befindet sich im Mainviertel unterhalb der Festung Marienberg, neben der Kirche St. Burkard.

## Bauwerk
Das Gebäude entstand zur Zeit des Großherzogtums Würzburg im Jahre 1809, wurde aber unabhängig vom Hofbauamt errichtet, dem Nicolas Alexandre Salins de Montfort vorstand. Das originelle Bauwerk verbindet in einer Verschmelzung  Ägyptisches und Klassisches mit verputztem Mauerwerk mit Gliederung in rötlichem Sandstein. Auch Ideen der französischen Revolutionsarchitektur wurden hier verwirklicht, denn die Fassade wirkt fast wie eine Bühnenkulisse. Die monumentale Inschrift „Königlich Bayerische Staatserziehungsanstalt“ wurde später entfernt, was das Erscheinungsbild beeinträchtigt, ebenso wie der veränderte Fassadenputz.